# Boston (Angleterre)
Pour les articles homonymes, voir Boston (homonymie).
Boston est une ville et un petit port du Lincolnshire, sur la côte est de l'Angleterre. Elle est la plus grande ville du district de Boston et sa population est de 35 124 habitants.
Le point d'intérêt le plus notable de Boston est son église paroissiale, surnommée « The Stump », avec sa tour, la plus haute d'Angleterre, visible depuis les plaines du Lincolnshire à des kilomètres à la ronde. Plusieurs colonies, fondées par des émigrants venus de Boston, portent le nom de cette ville, la plus grande et connue étant Boston dans l'État du Massachusetts aux États-Unis.

## Toponymie
Le nom Boston viendrait de la contraction de St Botolph's Town (« La ville de Saint Botolph ») ou de St Botolph's stone (« La pierre de Saint Botolph »). Cependant, peu de personnes croient aujourd'hui à cette histoire assez courante : la première colonie installée à Boston daterait de 654 apr. J.-C., quand un moine saxon nommé Botolph établit un monastère sur les bords de la rivière Witham. Un des détails qui met en doute ce récit est que le Witham ne coule pas près de Boston (les marais étaient autrefois beaucoup plus étendus qu'aujourd'hui). Botolph s'est plus vraisemblablement établi à Suffolk. Cependant, il était un missionnaire populaire, beaucoup d'églises entre le Yorkshire et le Sussex lui sont dédiées.

## Géographie

### Situation
La ville possède un réseau de canaux, qui, sur 8 km, la relie à la mer.

### Urbanisme

#### Transport
En mai 2007, le Independent Bypass Group, un parti politique, fit campagne pour la construction d'une route de contournement (bypass) de Boston, et prit le contrôle du Conseil du district de Boston en détenant la majorité.

## Histoire

### Les débuts
Le "Domesday Book" ne mentionne pas Boston par son nom. Cependant, la colonie de Skirbeck est citée comme faisant partie du très riche manoir de Drayton. Skirbeck avait deux églises dont une vraisemblablement dédiée à Saint Botolph, dans le quartier qui devint par conséquent la ville de Botolph, "Botolph's Town".
Skirbeck est maintenant considérée comme faisant partie de Boston, mais le nom perdure encore à travers une église et un quartier électoral.
Par la suite, l'ordre d'importance s'inversa et le quartier de Boston dans la ville de Skirbeck se développa au niveau de The Haven, autour de l'actuelle place du marché. À cette période, The Haven était la partie du courant sujet aux forces de marée, représenté aujourd'hui par le Stone Bridge Drain.
La raison du développement original de la ville, éloigné du centre de Skirbeck, est que Boston se trouvait au point où les eaux de marée navigables longeaient la voie terrestre située sur les moraines du Devensien à Sibsey, entre les hautes-terres de East Lindsey et les trois routes au sud de Boston :
- La route côtière, sur le limon, traversant l'embouchure de Bicker Haven vers Spalding.
- La route Sleaford, dans Kesteven.
- La route Salters’ Way dans Kesteven.

La Witham semble avoir rejoint The Haven après l'inondation de septembre 1014, ayant abandonné son cours vers le port de Drayton, pour ce qui est connu sous le nom de Bicker Haven. Le prédécesseur de Ralph l'Écuyer possédait la quasi-totalité de Skirbeck et de Drayton, il était donc facile pour lui de déplacer son commerce de Drayton, mais le Domesday Book de 1086 enregistre encore sa source de revenu à Boston sous le nom de Drayton, en conséquence le nom de "Boston" n'est pas mentionné.

### Croissance
Après les conquêtes normandes, les propriétés de Ralph l'Écuyer furent saisies par le comte Alan.Celles-ci furent par la suite rattachées au Duché de Richmond (Yorkshire du Nord) et connu sous le nom de Richmond Fee. Il s'étendait sur la rive gauche de The Haven.
Durant les XIe et XIIe siècles, Boston devint une ville et un port notable. Un impôt, le quinzieme, était prélevé sur la quinzième partie (6,667 %) de la valeur des biens « meubles » des marchands. En 1204, quand les marchands de Londres payaient 836 £, ceux de Boston payaient 780 £.
Par conséquent, au début du XIIIe siècle, la ville était déjà une ville marchande d'ampleur moyenne au niveau du continent européen et faisait partie de la ligue hanséatique. La majorité du commerce de Boston concernait la laine mais la ville exportait aussi du sel et des céréales. Les exportations de laine commencèrent à décliner au XVe siècle car les industries se convertirent au secteur textile, qui se faisait ailleurs dans le pays. Les marchands de la Hanse quittèrent la ville et la richesse de Boston déclina.
Aux XIIIe et XIVe siècles, quatre ordres de Frères arrivèrent à Boston: les Dominicains, les Franciscains, les Carmélites, et les Augustins. Avec la progression de la Réforme anglaise, leurs ordres furent fermés par le roi Henri VIII. Le réfectoire des Dominicains fut par la suite converti en théâtre (en 1965), et accueille maintenant le Blackfriars Arts Centre.
La ville reçut sa charte de Henri VIII en 1545.

### XVIIeetXVIIIesiècles
En 1607, un groupe de pèlerins du Nottinghamshire mené par William Brewster et William Bradford essaya d'échapper à la pression de se conformer à l'enseignement de l'église anglaise en allant aux Pays-Bas au départ de Boston. À cette époque l'émigration était illégale et trahis par leur capitaine, ils furent menés devant le tribunal dans le Guildhall. La plupart des pèlerins furent relâchés et l'année suivante ils partirent pour les Pays-Bas, s'installant à Leyde. En 1620, beaucoup d'entre eux faisaient partie du groupe qui partit vers la Nouvelle-Angleterre à bord du Mayflower.
Boston resta un foyer de dissension religieuse. En 1612 John Cotton devint le vicaire de St Botolph. Il encouragea ceux qui critiquaient le manque de libertés religieuses en Angleterre à rejoindre la Massachusetts Bay Company, et contribua plus tard à la fondation de Boston (Massachusetts) en 1630, ville à laquelle il contribua à donner son nom. Incapable de tolérer la situation religieuse plus longtemps il émigra à son tour en 1633.
Dans le même temps, les travaux de drainage des marais (cf. The Fens) à l'ouest de Boston commencèrent, ce qui déplut à ceux dont le gagne-pain était en danger. Ceci et les frictions religieuses conduisit Boston dans le camp des parliamentarians durant la guerre civile qui commença en 1642 en Angleterre. Le chef, soutenant le drainage, Lord Lindsey, fut tué lors de la première bataille et les marais retrouvèrent leur humidité habituelle jusqu'en 1750.
La fin du XVIIIe siècle vit une reprise du drainage des marais. L’Act of Parliament permettant la construction d'une digue et le redressement du marais Witham date de 1762. Une écluse, demandée dans l’Act, fut construite pour aider le parcours de The Haven. La terre s'avéra fertile et Boston commença à exporter des céréales vers Londres. En 1774, la première banque ouvrit, et en 1776 un Act of Parliament autorisa des gardiens à patrouiller dans les rues la nuit.

### Période contemporaine
Au XIXe siècle, les noms de Howden, une entreprise située près de Grand Sluice, et Tuxford, près du Maud Foster Sluice, étaient reconnus parmi les ingénieurs pour leurs locomotives à vapeur, moteurs et autres. Howden développa son affaire en fabriquant des moteurs à vapeur pour les bateaux de rivières tandis que Tuxford commença comme meunier. Son moulin était près de Skirbeck Church, à l'est du Maud Foster Drain.
La ville fut reliée au réseau de chemin de fer en 1848 et pendant quelque temps, elle se trouva sur la ligne principale entre Londres et le nord. La zone entre Black Sluice (en) et la gare appartenait à la société de chemin de fer et abritait le dépôt ferroviaire principal. Celui-ci fut déplacé à Doncaster lorsque la ligne principale actuelle fut ouverte. La gare de Boston continua à être très active pendant la première moitié du XXe siècle, servant de centre de fret pour les produits locaux et le commerce des docks, tout en transportant son lot de voyageurs vers Skegness et autres lieux de visite. Cependant les réductions budgétaires Beeching dans les années 1960 trouvèrent le trafic déjà ralenti.
Boston redevint un port de commerce et de pêche quand, en 1884, de nouveaux docks et appontements furent construits sur The Haven. Le port exportait des céréales, des fertilisants, et importait du bois de construction bien que beaucoup de pêcheries aient été déménagées durant l'entre-deux-guerres. Au cours de la Première Guerre Mondiale, de nombreux chalutiers de Boston et de Grimsby furent emprisonnés après que des raids allemands dans la Mer du Nord aient coulé leurs bateaux. Leurs familles ne surent rien de leur sort jusqu'à la fin de 1914. Ces hommes avaient été emmenés au camp de Sennelager puis au Ruhleben POW Camp où la plupart restèrent jusqu'en 1918. Le journal Lincolnshire Standard publia un acompte complet de leur retour en janvier 1918.
Le premier cinéma ouvrit ses portes en 1910, et la ville fut utilisée par les réalisateurs durant la Seconde Guerre mondiale pour représenter les Pays-Bas quand il était impossible de filmer dans de vrais décors néerlandais. Un nouveau Town Bridge fut construit en 1913 et le Central Park, l'un des points centraux de la ville, fut acquis en 1919. L'électricité arriva à Boston au début du XXe siècle, et les réverbères électriques furent installés en 1924.
Un centre commercial appelé  Pescod Centre ouvrit en 2004, créant des magasins dans la ville.
La ville a connu un déclin ces dernières années tant économiquement qu'en termes de réputation. Exacerbé par le déclin des exploitations agricoles, le rôle de la ville comme un centre de services pour la région agricole environnante a diminué. Beaucoup de commerces de détail luttent à présent et plusieurs ont fermé.
Aujourd'hui la ville connait un boom. L'immigration a augmenté, notamment d'Europe de l'Est et du Portugal. Ceci a conduit a des tensions sociales, qui culminèrent lors du Championnat d'Europe de football 2004, quand des troubles eurent lieu avec des fenêtres brisées et des magasins pillés, des voitures de polices renversées et incendiées. Les troubles reprirent lors de la coupe du monde 2006 lorsque l'Angleterre fut sortie par le Portugal, et il y eut des combats entre la police, les fans anglais et portugais.

## Politique et administration

### Statut
Boston reçu sa charte (afin d'être reconnue une ville doit recevoir une charte) en 1545. La ville est le principal établissement du district de Boston dans le Lincolnshire.
Boston est dans la circonscription électorale des Midlands de l'Est, qui élit six membres. Boston est aussi dans la circonscription électorale de Boston and Skegness dont le membre actuel est Mark Simmonds.

#### Quartiers électoraux
- Le quartier central élit un conseiller[6].
- Le quartier de Fenside élit deux conseillers[7],[8].
- Le quartier nord élit deux conseillers[7],[8].
- Le quartier de Pilgrim élit un conseiller.
- Le quartier de Skirbeck élit trois conseillers[7],[8],[9].
- Le quartier sud élit un conseiller.
- Le quartier de Staniland North élit un conseiller.
- Le quartier de Staniland South élit deux conseillers[7],[8],[9].
- Le quartier ouest élit un conseiller.
- Le quartier de Witham élit deux conseillers[7],[8].

### Jumelage
Les villes jumelles de Boston sont :
- - Boston (Massachusetts, États-Unis)
- - Laval (France) ; Le lien entre Boston et Laval est l'un des plus anciens jumelages du monde (1958).
- - Hakusan (Japon)

## Population et société

### Démographie
D'après un recensement datant de 2001, la population résidente s'élevait à 35 124 personnes, dont 48,2 % étaient des hommes et 51,8 % des femmes. Les enfants de moins de cinq ans représentent 5 % de la population. 23 % de la population résidente avaient atteint l'âge de la retraite.

#### Religion
80 % de la population est chrétienne. La première minorité religieuse est l'islam (0,4 %). Il y a aussi de petites communautés Bouddhistes, Hindous, Juives et Sikh. 11 % de la population se dit sans religion.

### Santé
Le taux d'obésité de Boston est l'un des plus élevés du Royaume-Uni, avec près d'un tiers des adultes (environ 31 %) considérés comme obèses. Six personnes sur sept n'atteignent pas les une heure et demie d'activité sportive recommandé par semaine. Cette obésité semble liée à la privation sociale.

### Enseignement
La Boston Grammar School, une école pour garçons, se trouve près de la John Adams Way (A52/A16), le Geoff Moulder Leisure Centre et la rivière Witham. Son équivalent pour les filles, la Boston High School se trouve sur la Spilsby Road (A16), au nord de la ville près du Pilgrim Hospital. Ces écoles sont les seules de types sixth-forms (lycée n'ayant que les classes de Premières et Terminales), et dans un futur proche elles devraient fusionner. Le Haven High Technology College se trouve sur Marian Road au nord de la ville. Le Boston College se trouve sur Skirbeck Road.
La Kitwood Boys School et la Kitwood Girls' School étaient deux exemples de collèges modernes d'après-guerre. L'école pour garçons, qui se trouvait sur Mill Road, a été fermé en 1993 et fait maintenant partie du Boston College. L'ancienne école pour filles est devenue le Haven High Technology College.
Actuellement, Boston a le niveau d'éducation le plus bas du Lincolnshire, avec seulement 72 % des étudiants arrivant au grade C.

### Sport
La Princess Royal Arena se trouve sur The Boardsides, juste hors de Boston.

#### Football
La ville possède deux clubs de football. Le Boston United pour les plus anciens, surnommé The Pilgrims, qui joue dans la Northern Premier League. Le stade a une capacité de 6 200 personnes. Le second club est le Boston Town, surnommé The Poachers, qui joue dans la United Counties Football League. Ces deux clubs jouent traditionnellement l'un contre l'autre au début de chaque saison.

#### Rugby
Le Boston Rugby Club est aussi basé dans Princess Royal Arena. L'équipe porte un maillot bleu avec de fines bandes blanches. L'équipe fut fondée en 1927 par Ernst Clark dans le but de créer une activité pour ses garçons et leurs amis.

#### Aviron
Le Boston Rowing Club (le Club d'aviron de Boston), près de Carlton Road, accueille le Boston Rowing Marathon à la mi-septembre chaque année. Des équipages de tout le Royaume-Uni sont présents. La course commence à Brayford Pool à Lincoln, et finit entre trois et six heures plus tard.

#### Speedway
Des courses motocyclistes de type speedway avaient lieu dans un stade de New Hammond Beck Road durant les années 1970 et 1980. Les Boston Barracudas concouraient dans la division inférieure.

## Économie
Les groupes de distribution Tesco (sur New Hammond Beck Road, près de Swineshead Road (A52) à l'ouest de la ville) et Asda (sur Sleaford Road (A52) près de la gare) ont des points de vente dans la ville. Des Co-ops, une coopérative de consommation anglaise, se trouve sur Argyle Street (A1137), West Street et Eastwood Roadn.
Wetherspoons, une chaîne de pubs, a un pub, le Moon Under Water, près du pont sur la High Street. Le Gliderdrome était connu dans les années 1960 comme lieu de représentation des artistes de la Motown, mais aussi d'autres artistes tels que, dans les années 1970, Marc Bolan & T-Rex et Elton John et au début des années 1980 "Yam Hologram". C'est l'un des seuls endroits d'Angleterre ou Otis Redding a donné un concert.
Un nouveau centre commercial a ouvert en janvier 2007 sur Horncastle Road. Ceci a permis l'arrivée de nouvelles entreprises dans la ville dont T.K. Maxx, Bathstore, Netto, SportsDirect.com et Gala Bingo. La Dynamic Cassette International (Jet Tec) est l'un des plus grands employeurs industriels de la ville.

## Culture et patrimoine

### Patrimoine

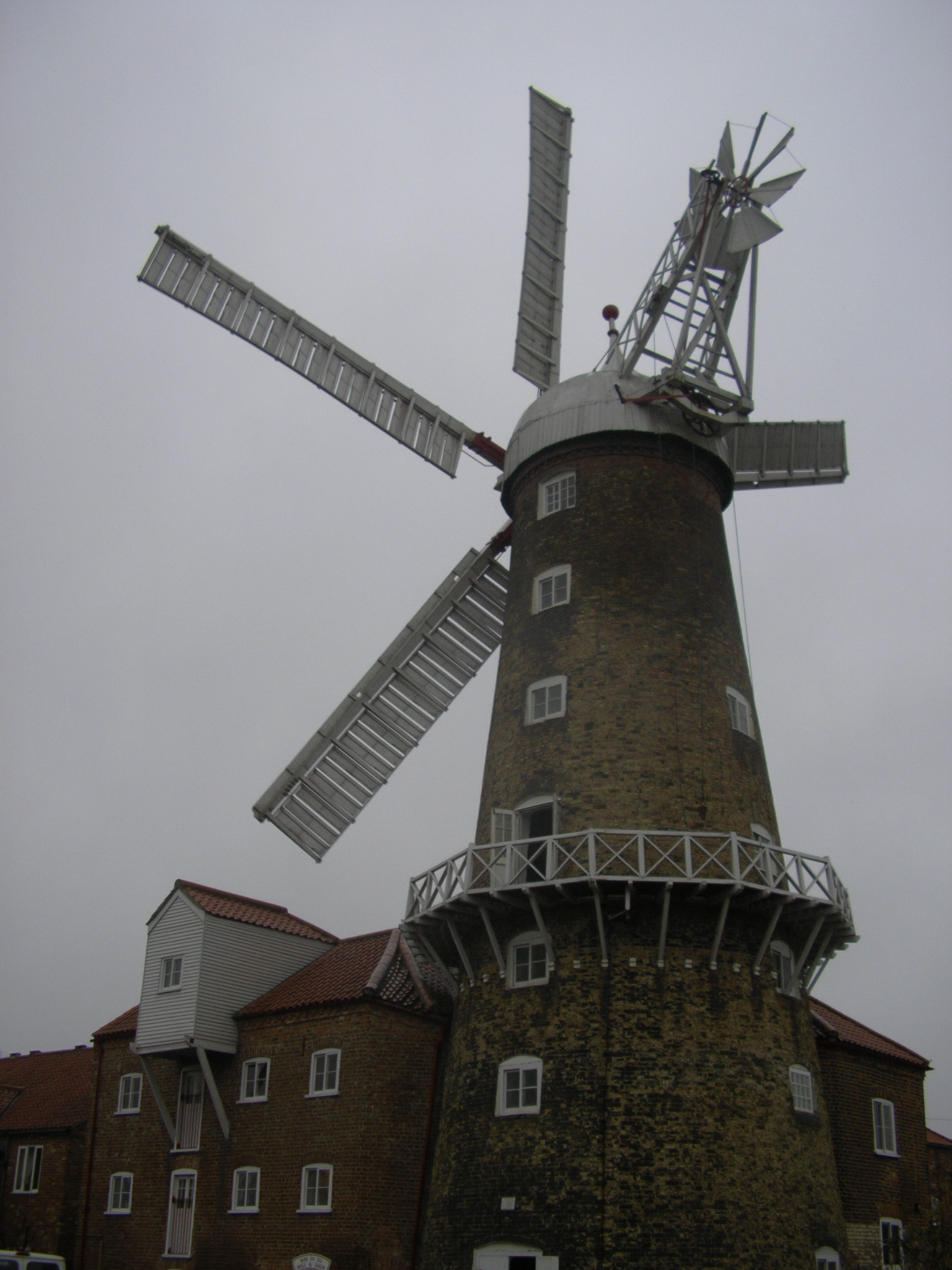
Maude Foster Mill

L'église paroissiale Saint-Botolphe, surnommée The Stump, est renommée pour son intérieur comportant des lanternes.
Dans la ville se trouve aussi la maison d'enfance de John Foxe, l'auteur du Foxe's Book of Martyrs.
La prison se trouvait sur la place du marché, près de l'église. Le quartier des avocats est encore présent au nord de l'église. Sur le site de la prison se trouve une statue d'Herbert Ingram, le fondateur du Illustrated London News. Cette statue a été réalisée par Alexander Munro et dévoilée en octobre 1862. La figure allégorique représentée à la base du monument renvoie aux efforts fournis par Ingram afin de faire parvenir l'eau jusqu'à la ville. Il a aussi joué un rôle dans l'arrivée des chemins de fer à Boston. Né près de Swineshead, il était aussi un député représentant de Boston de 1856 jusqu'à sa mort en 1860 dans un accident de bateau sur le Lac Michigan.
Le Maud Foster Tower Windmill, mesurant 24,4 mètres, est un musée restauré durant les années 1980 et 1990.
Le Boston Guildhall dans lequel s'est déroulé le procès des Pères pèlerins fut converti en musée en 1929. L’American Room fut inaugurée par l'ambassadeur américain, Joseph Patrick Kennedy, en 1938. Les cellules dans lesquelles les Pères Pèlerins auraient été détenus durant leur procès se trouvent au rez-de-chaussée.
Le Pilgrim Fathers Memorial se trouve au nord de The Haven quelques kilomètres hors de la ville.
Dans le quartier de Skirbeck, sur la rive droite de The Haven, se trouve l'Écluse Noire, l'embouchure du South Forty-Foot Drain.
Le Méridien de Greenwich traverse Boston.
Le plus ancien point d'intérêt de Boston est le Boston May Fair qui se tient dans la ville chaque année depuis au moins l'an 1125. Cette foire se tient la première semaine de mai.
Le Freiston Shore est une réserve naturelle, qui se trouve sur les côtes de The Wash au nord de l'embouchure de The Haven.

### Culture populaire
Le roman The Last Dickens de Matthew Pearl s'y déroule.

## Sources
- (en) Cet article est partiellement ou en totalité issu de l’article de Wikipédia en anglais intitulé « Boston, Lincolnshire » (voir la liste des auteurs).

## Compléments